# Tag des Sieges

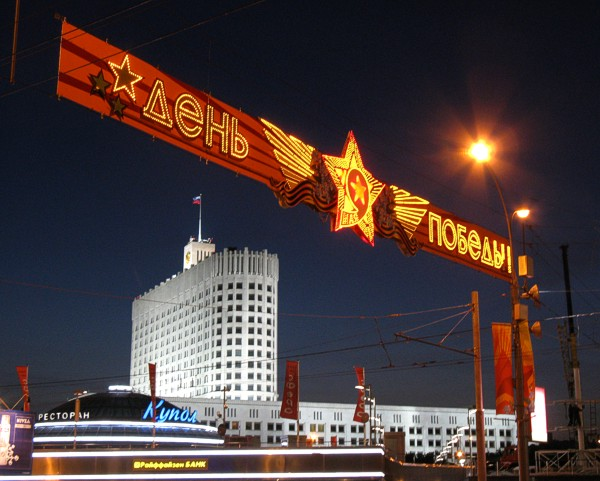
Leuchtschrift zum 9. Mai vor dem Weißen Haus, dem Regierungssitz in Moskau (2009)

Sankt-Georgs-Band – Symbol für den Tag des Sieges und russisches Nationalbewusstsein

Der Tag des Sieges ist ein gesetzlicher Feiertag am 9. Mai in Armenien, Aserbaidschan, Georgien, Guernsey, Jersey, Kasachstan, Kirgisistan, Moldau, Russland (russisch День Победы, wiss. Transliteration Den' Pobedy), Serbien und Belarus sowie am 8. Mai in Frankreich (Fête de la Victoire), Tschechien und der Slowakei. Die Ukraine gedenkt am 8. Mai der Kriegsopfer. 1965 wurde dieser Feiertag in der Sowjetunion eingeführt, um an den Tag des Sieges über NS-Deutschland im Zweiten Weltkrieg und damit das Ende des „Großen Vaterländischen Krieges“ zu erinnern.
Daneben steht der 8. Mai 1945 als VE-Day (Victory in Europe Day) oder Tag der Befreiung für das Ende des Zweiten Weltkriegs in Europa.

## Geschichte
Am 7. Mai 1945 unterzeichnete Generaloberst Alfred Jodl für die deutsche Wehrmacht die bedingungslose Kapitulation. Die Wehrmacht beendete demzufolge die Kampfhandlungen gegenüber den Alliierten an allen Fronten. In Kraft trat die Kapitulation am 8. Mai. Schon vorher hatten Teile der Wehrmacht kapituliert. Allerdings verlangte der sowjetische Diktator Stalin, dass die Kapitulation in Berlin wiederholt wurde.
Die deutschen Oberbefehlshaber von Heer und Kriegsmarine, Keitel und von Friedeburg, sowie Stumpff für die Luftwaffe, unterzeichneten in der Nacht vom 8. auf den 9. Mai 1945 im sowjetischen Hauptquartier Berlin-Karlshorst (Pionierschule I der Wehrmacht, heute Museum Berlin-Karlshorst) die ratifizierende Urkunde der bedingungslosen Kapitulation der Wehrmacht. Am 9. Mai um 00:16 Uhr Ortszeit (deutsche Sommerzeit; 01:16 Uhr Moskauer Zeit) wurde die letzte Unterschrift unter das Dokument gesetzt. Daher finden bis heute in Russland und in den anderen Ländern der Gemeinschaft Unabhängiger Staaten (GUS) die Feierlichkeiten zum Ende des „Großen Vaterländischen Krieges“ am 9. Mai statt.
Durch einen Erlass vom 8. Mai 1945 wurde der 9. Mai in der Sowjetunion zunächst als „Tag der nationalen Feier – Siegesfeiertag“ zum arbeitsfreien Tag erklärt. Die erste Siegesparade auf dem Roten Platz wurde am 24. Juni 1945 abgehalten. Auch der Tag des Sieges über Japan, der 3. September, wurde ein Nationalfeiertag. Bereits am 7. Mai 1947 wurde mitgeteilt, dass der 3. September als Arbeitstag zu gelten habe. Am 23. Dezember 1947 wurde auch der 9. Mai von Stalin zum normalen Arbeitstag degradiert. Zu seinem Geburtstag im Dezember 1948 wurden gar viele Kriegsversehrte in Anstalten verbracht, womit in den Städten die Kriegsfolgen nicht mehr täglich vor Augen geführt wurden.
Bis 1965, als die Moskauer Siegesparade von 1945 erstmals wieder aufgenommen wurde, blieb der Tag ein stiller Gedenktag. In der UdSSR waren der 1. Mai und der 7. November, also die ideologischen Symbole des Sozialismus und der Revolution mit ihren gewaltigen Demonstrationen und Paraden wichtiger als der Siegestag. Die Slawistin Nina Tumarkin analysierte den Wandel des Tages zu Breschnews Zeiten als Notwendigkeit für das politische System, dies aufgrund der schleichenden Entwertung des Lenin-Kults: Ein Kult des „Großen Vaterländischen Krieges“ sollte die Oktoberrevolution als Legitimationsmythos des Einparteistaats ersetzen. Landesweit wurden Denkmäler errichtet und die Erinnerungskultur sakralisiert.
1975 wurde auf Beschluss des ZK der SED nach sowjetischem Vorbild der Tag des Sieges auch in der DDR als arbeitsfreier Feiertag begangen. Auf diese Weise wurde des runden Jubiläums (30. Jahrestag) der bedingungslosen Kapitulation gedacht, obwohl der Tag der Befreiung bereits seit 1967 als arbeitsfreier Feiertag abgeschafft war.
Nach 1985 kamen historische Fakten zutage, welche beispielsweise die zuvor zelebrierte „Rettung der Freiheit Europas“ und andere Narrative in Frage stellten. Vor allem Stalindenkmäler wurden gestürzt. Nachdem auch die jeweilige Militärparade am 7. November abgeschafft worden war, gab es von 1991 bis 1995 auch in Russland keinerlei Paraden mehr. Im Jahr 1995 wurde erstmals wieder eine Parade abgehalten, jedoch ohne die Demonstration von Militärtechnik. Dabei blieb es bis ins Jahr 2008.
In den siebziger und achtziger Jahren sei der 9. Mai noch «mit Tränen in den Augen» und sehr individuell begangen worden, so der Publizist und Hochschuldozent Sergei Medwedew. Unter Putin habe er sich „zum Taktgeber für die schleichende Militarisierung der Gesellschaft und zum Dreh- und Angelpunkt einer Ersatzideologie“ entwickelt, welche auch der Legitimierung Putins diene. «Moschem powtorit» – «Wir können (es) wiederholen» – schrieben manche Russen auf ihre Autos; der Kult und die Heroisierung der Vergangenheit sage viel aus über Gegenwart und den (fehlenden) Zukunftsglauben im heutigen Russland, schrieb die NZZ.
Boris Schumatsky nannte es einen „propagandistischen Missbrauch des Krieges“ und in Putins Russland gehe dieser sogar noch weiter als in der Sowjetunion. Der «Grosse Vaterländische Krieg» rechtfertigte das Regime des Kremls und nun den Krieg gegen die Ukraine. Auf die «öffentliche Diffamierung von Tagen der Kriegsehre» steht seit 2014 eine Strafe von bis zu einem Jahr Lagerhaft. Mit dem allmählichen Verschwinden der Veteranen werde mit dem 9. Mai und in der Schule der jungen Generation Krieg nicht als Schmerz, sondern als Grund, stolz zu sein, vermittelt. Die von Präsident Putin überraschend im Januar 2020 angestoßene Verfassungsänderung beinhaltet einen Abschnitt, welcher die „Verteidigung der Wahrheit über den Krieg“ zum Thema hat; das Vertreten einer Abweichung vom offiziellen Geschichtsbild wird damit zu einem Verstoß gegen das Grundgesetz. Bei der Absage der Parade 2020 sprach Putin von einem „heiligen Datum“.
Aufgrund der weltweiten COVID-19-Pandemie wurden alle Militärparaden zum 75. Jahrestages abgesagt, bis auf die in der belarussischen Hauptstadt Minsk, die regulär stattfand. Russland holte die Parade aufgrund politischer Dringlichkeit am 24. Juni nach.

### Belarus
In der belarussischen Hauptstadt Minsk wurde der 75. Jahrestag mit der traditionellen Militärparade mit mehreren tausend Soldaten und Zuschauern gefeiert, ohne die in vielen Staaten praktizierten Maßnahmen zur Eindämmung des Corona-Virus wie Mundschutz oder Abstandhalten einzuhalten, was von der Weltgesundheitsorganisation sowie von Putin kritisiert wurde. Sie war die einzige Militärparade an diesem Tag weltweit. „Der Feiertag ist uns heilig“, sagte Präsident Aljaksandr Lukaschenka in seiner Ansprache.

### Deutsche Demokratische Republik
Zum 30. Jahrestag des Kriegsendes im Jahr 1975 wurde einmalig der 9. Mai vom Zentralkomitee der SED zum arbeitsfreien Feiertag erklärt, ansonsten wurde wie in der Bundesrepublik Deutschland am 8. Mai mit dem Tag der Befreiung des deutschen Volkes vom Hitlerfaschismus dem Tag der Befreiung gedacht, der 1950 auf Beschluss der Volkskammer als Feiertag eingeführt wurde und besonders die Bedeutung der Roten Armee am Kriegsende in Deutschland hervorgehoben, während der Beitrag der westlichen Alliierten dazu weniger Beachtung fand. 1967 wurde im Zuge der Einführung der Fünf-Tage-Woche der Tag zusammen mit anderen Feiertagen wieder zum Werktag. 1985 wurde zum 40. Jahrestag noch einmal der 8. Mai als echter Feiertag begangen; vgl. Feiertage in der DDR.

### Bundesrepublik Deutschland
Ab 2008 organisierte die Berliner VVN-BdA gemeinsam mit verschiedenen antifaschistischen Gruppen am 9. Mai Volksfeste in Berlin-Treptow in der Nähe des Sowjetischen Ehrenmals. Am Ehrenmal wurden Kränze niedergelegt und Besucher bestiegen den Sockel der Statue, um dort Blumen zum Gedenken an die Gefallenen zu hinterlassen.
Es gab Führungen zum Ehrenmal und ein deutsch-russisches Kulturprogramm mit verschiedenen Musikdarbietungen. 2010 reisten Besucher aus Russland via Tagesausflug an, und im russischen Fernsehen wurde live via Satellit von der Feier berichtet. In deutschen Medien fand das Ereignis jedoch kaum Erwähnung.

### Russische Föderation

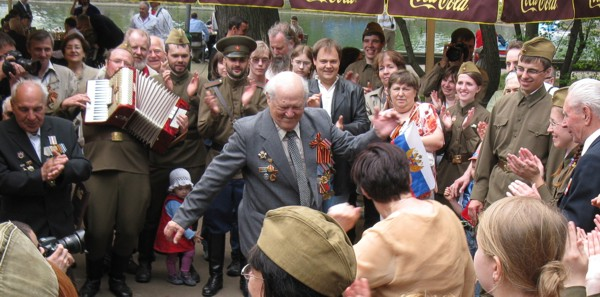
Veteranen feiern im Gorki-Park

Vom ersten Tag seiner Regierungszeit an brachte Wladimir Putin sowjetische Symbole zurück. Neu war, dass ein Präsident über die Opfer seiner eigenen Familie sprach. Der Tag des Sieges sollte ein Symbol der Einheit werden, speziell nach der für Putin beängstigenden Orangen Revolution in der Ukraine. Beginnend mit dem 60. Jahrestag im Jahre 2005 wurden die Feierlichkeiten wieder aufgenommen, wobei die sowjetische Symbolik des roten Sterns zunehmend durch die Farben der russische Fahne und des Sankt-Georgs-Band ersetzt wurden. Das Tragen des schwarz-orangen Bandes hat sich als Zeichen der Anteilnahme an dem Ereignis in Russland weithin verbreitet.
Auch die Tradition der Militärparade wurde, wenn auch vorerst in kleinerem Umfang als zu Sowjetzeiten, wieder aufgenommen. Sie verlief von der nördlichen Ringstraße sowie Twerskaja-Straße kommend, trifft am Majakowskaja-Platz zusammen und führt die Twerskaja hinunter zum Roten Platz. Am 9. Mai 2008 fuhren dort zum ersten Mal seit dem Zerfall der Sowjetunion wieder Panzer, Kampfflugzeuge und Interkontinentalraketen vom Typ Topol-M auf. Nach der Parade gehen die Feierlichkeiten im Gorki-Park weiter, der auch ganzjährig als Freizeit- und Vergnügungszentrum genutzt wird. Veteranengruppen der verschiedenen Frontabschnitte des Krieges treffen dort zusammen, werden bewirtet, stehen für Gespräche zur Verfügung und feiern. Auf zwei Bühnen wird zudem ein Live-Musik-Programm präsentiert. Mit dem Frühlingseinzug ist der Park mit Blumen reichlich geschmückt, und mit verschiedenen Kirmes-Angeboten hat sich das Fest auch zum Anziehungspunkt für junge Familien entwickelt.
Die Siegesparade wurde mehr und mehr zu einem Propagandainstrument. Der Sieg von 1945 sollte die Aggressionspolitik nach 2014 rechtfertigen, so Kommentare im Jahr 2019; einer verwendete das Wort Sieges-Wahn, respektive Sieges-Raserei aus einem Meme im Internet, welches im Original «победобесие» („pobedobessije“) aus einer Kombination von pobeda (dt. Sieg) und bessije (von bessy, dt. böse Geister) besteht. Die Regierung versuche schon seit 2014 mit allen Mitteln und mit Militarismus und Waffenkult, im Bewusstsein der Russen den Großen Vaterländischen Krieg mit dem Krieg in der Ukraine und in Syrien gleichzusetzen. Dazu gehöre insbesondere das Versprechen, «es» zu „wiederholen“. Die Menschen würden aufhören zu verstehen, dass der Siegeskult und der Kriegskult zwei verschiedene Dinge sind. Krieg werde zu einem Spektakel, das sich kaum vom Sport unterscheiden ließe. 2022 schrieb ein anderer russischer Kommentar, dass der sowjetische Triumph über Nazideutschland „zum sakralen Legitimationskern des Putin-Regimes“ geworden sei.

#### 65. Jahrestag

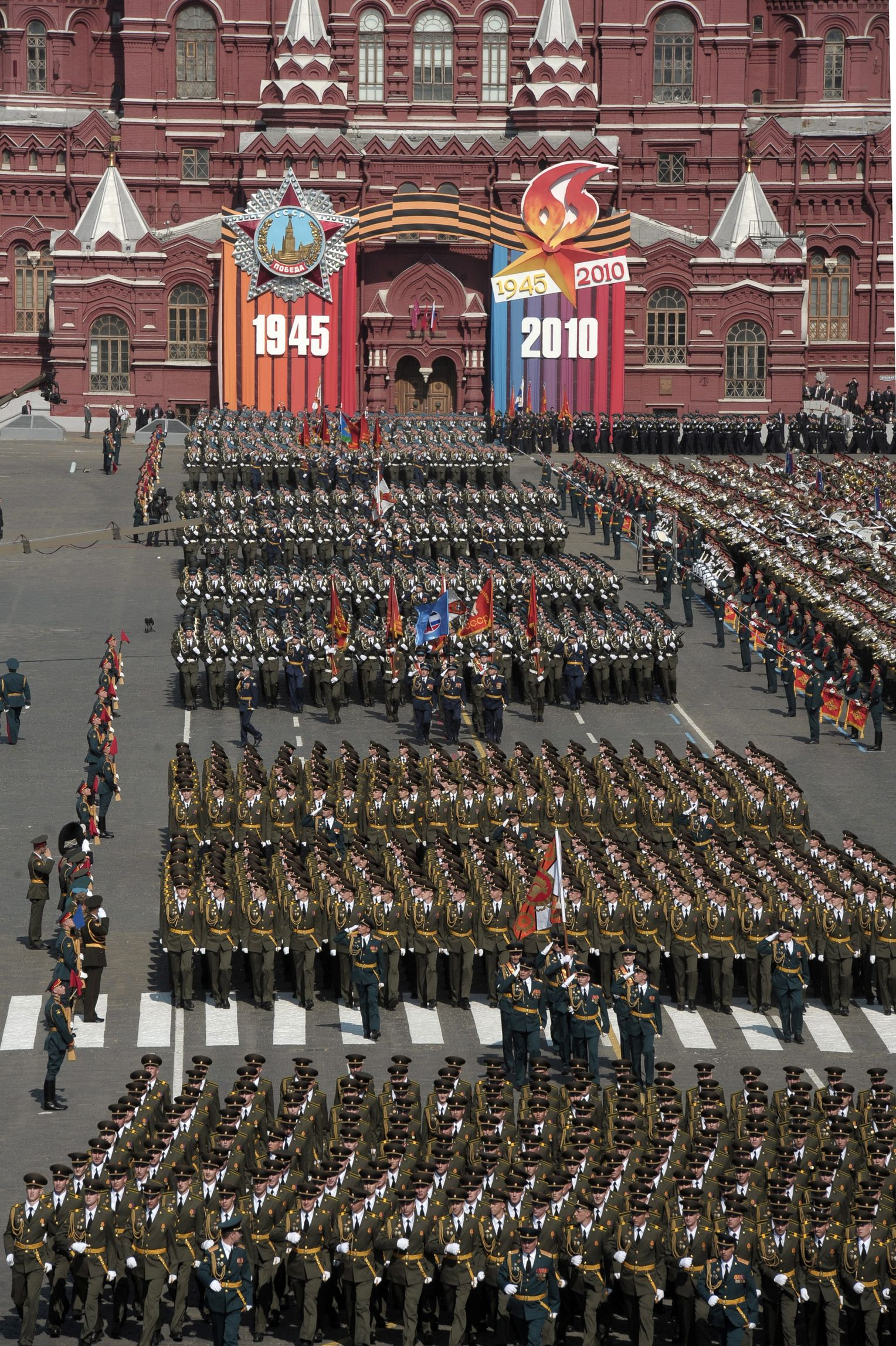
9. Mai 2010 auf dem Roten Platz

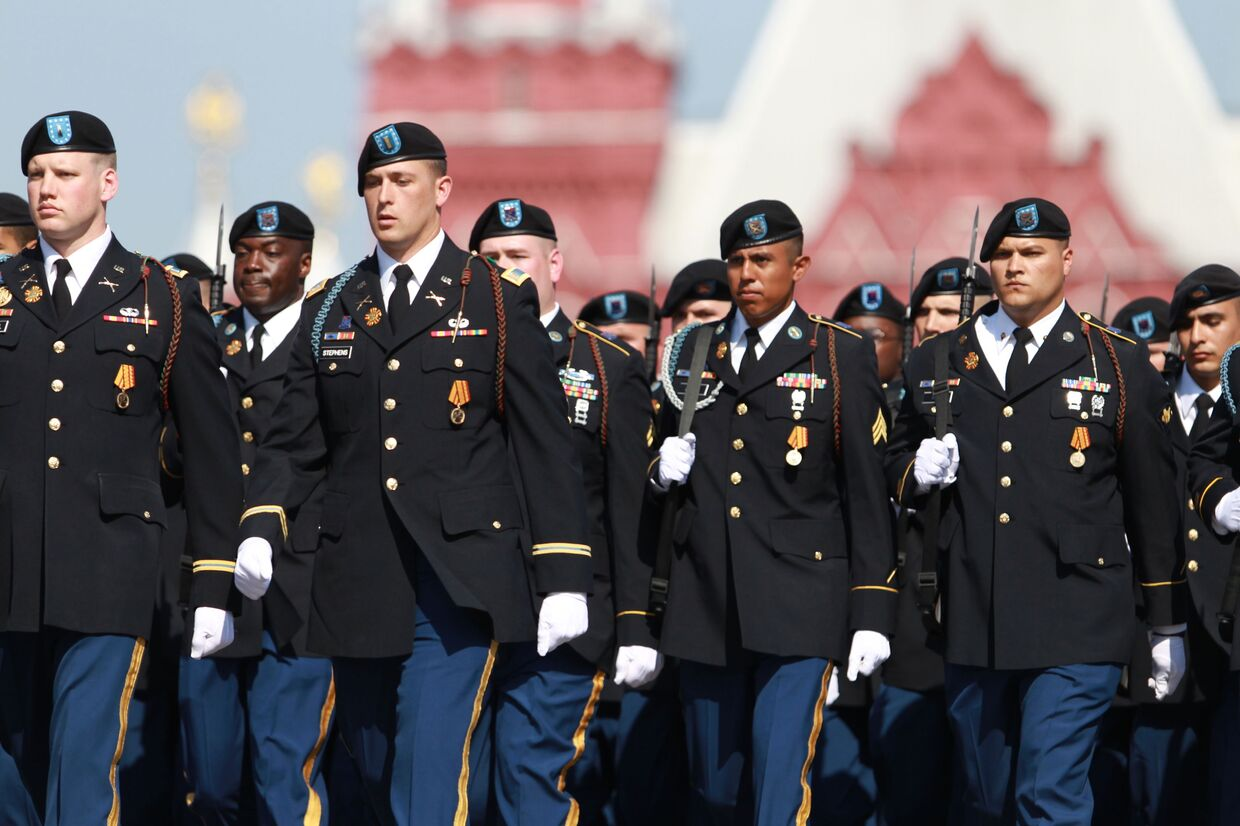
Soldaten eines US-amerikanischen Regiments, 9. Mai 2010

Am 9. Mai 2010 wurde der 65. Jahrestag des Sieges in Moskau gefeiert. Dabei nahmen erstmals auch Streitkräfte aus Frankreich, Polen, dem Vereinigten Königreich und den Vereinigten Staaten an der Parade auf dem Roten Platz teil. Ehemalige Republiken der Sowjetunion waren ebenfalls durch Truppen vertreten: Armenien, Aserbaidschan, Belarus, Kasachstan, Kirgisistan, Moldau, Tadschikistan, Turkmenistan und die Ukraine.
Auf Seiten der russischen Streitkräfte marschierten 10.500 Soldaten auf, teilweise in historischen Uniformen. Es war damit die größte Parade in Moskau seit 1945. In 71 weiteren russischen Städten fanden ebenfalls Paraden statt, insgesamt waren etwa 100.000 Soldaten daran beteiligt.
Die Parade wurde weiterhin von einer Anzahl hochstehender internationaler Würdenträger und Politiker besucht, darunter die Staatsoberhäupter Bronisław Komorowski aus Polen und Hu Jintao aus China. Mit Bundeskanzlerin Angela Merkel war erneut ein deutscher Regierungschef anwesend, sie verfolgte die Parade neben Russlands Ministerpräsident Wladimir Putin sitzend.
Der erste Besuch eines Bundeskanzlers zur Siegesparade auf dem Roten Platz hatte im Jahr 2005 durch Gerhard Schröder stattgefunden.
An militärischem Gerät wurden 159 verschiedene Kampffahrzeuge und 127 Luftfahrzeuge präsentiert. Unter den Kampfpanzern wurden auch historische Modelle wie der T-34 und SU-85 gezeigt, die eigens zu diesem Zweck restauriert worden waren. Zudem fuhr die erstmals 2008 gezeigte mobile nukleare Interkontinentalrakete Topol-M vor, die als ein Symbol für Russlands Großmachtanspruch gilt. In der Luft trugen Hubschrauber im Formationsflug zuerst die Banner der Russischen Föderation und der beteiligten Einheiten, gefolgt von einer Gruppe aus 65 Kampfhubschraubern. Im Tiefflug folgten eine Reihe aktuell im Einsatz befindlicher Flugzeuge, darunter der reaktivierte Langstreckenbomber Tu-95, das große Transportflugzeug Antonow An-124, der Überschall-Bomber Tu-160 sowie eine Reihe moderner Kampfflugzeuge, etwa die MiG-35.

#### 70. Jahrestag
Im Jahr 2015 wurde die Parade zur größten Militärparade in der Geschichte Russlands. Allerdings waren im Gegensatz zur Parade 2010 keine ehemaligen Alliierten anwesend, da durch die völkerrechtswidrige Annexion der Krim im März 2014 das Verhältnis Russlands zum Westen sowie nach der im westlichen politischen Umfeld vorherrschenden Rhetorik die europäische Friedensordnung zerrüttet war. Die Russische Zeitung Wedomosti schrieb dazu, die Weltsicht der russischen Bürger sei auf den Kopf gestellt worden: „Die Propaganda instrumentalisiert den Sieg der Roten Armee über Hitler, um den heutigen Krieg in der Ukraine zu rechtfertigen.“
Von 68 eingeladenen Staatsoberhäuptern waren 27 angereist, darunter der chinesische Staatschef Xi Jinping und der indische Premierminister Narendra Modi. Deutschland und die Schweiz wurden jeweils durch ihre Botschafter vertreten. Tschechiens Präsident Miloš Zeman und der slowakische Ministerpräsident Robert Fico zogen sich während der Parade zurück, sodass der zypriotische Staatspräsident das einzige Staatsoberhaupt eines EU-Staates war, das während der Parade anwesend war. Gar nicht anwesend waren die Premierminister Ungarns und Griechenlands, die in den Monaten zuvor als Russland zugetan wahrgenommen worden waren. Als die deutsche Bundeskanzlerin Merkel einen Tag später in Moskau einen Kranz niederlegte, sprach sie von den Millionen Opfern, die Russland in einem Krieg zu erbringen hatte, den die Deutschen angezettelt hatten, zugleich von der Annexion der Krim als einer „verbrecherischen Verletzung der Nachkriegsordnung“.

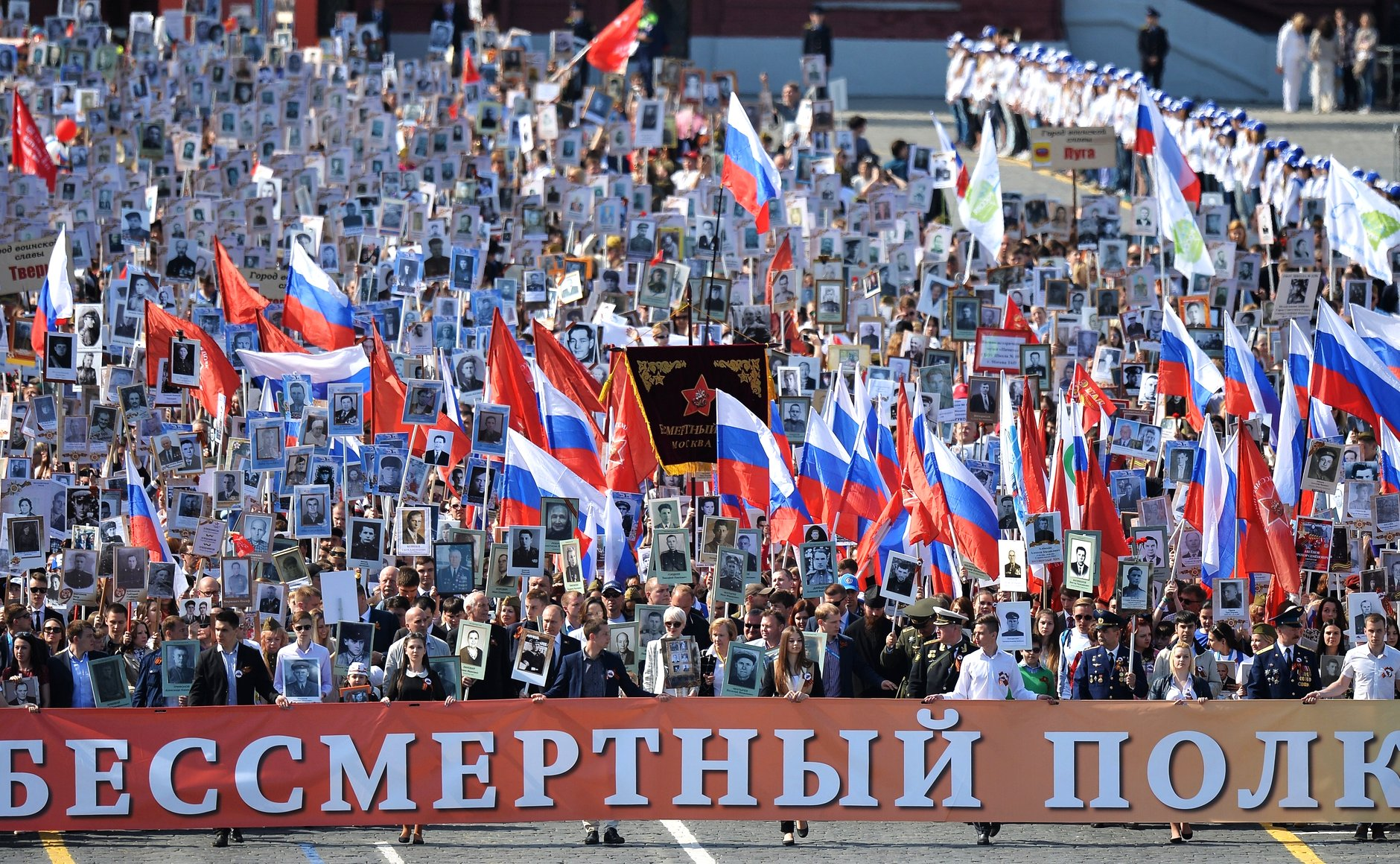
Aktion Unsterbliches Regiment in Moskau, 9. Mai 2015

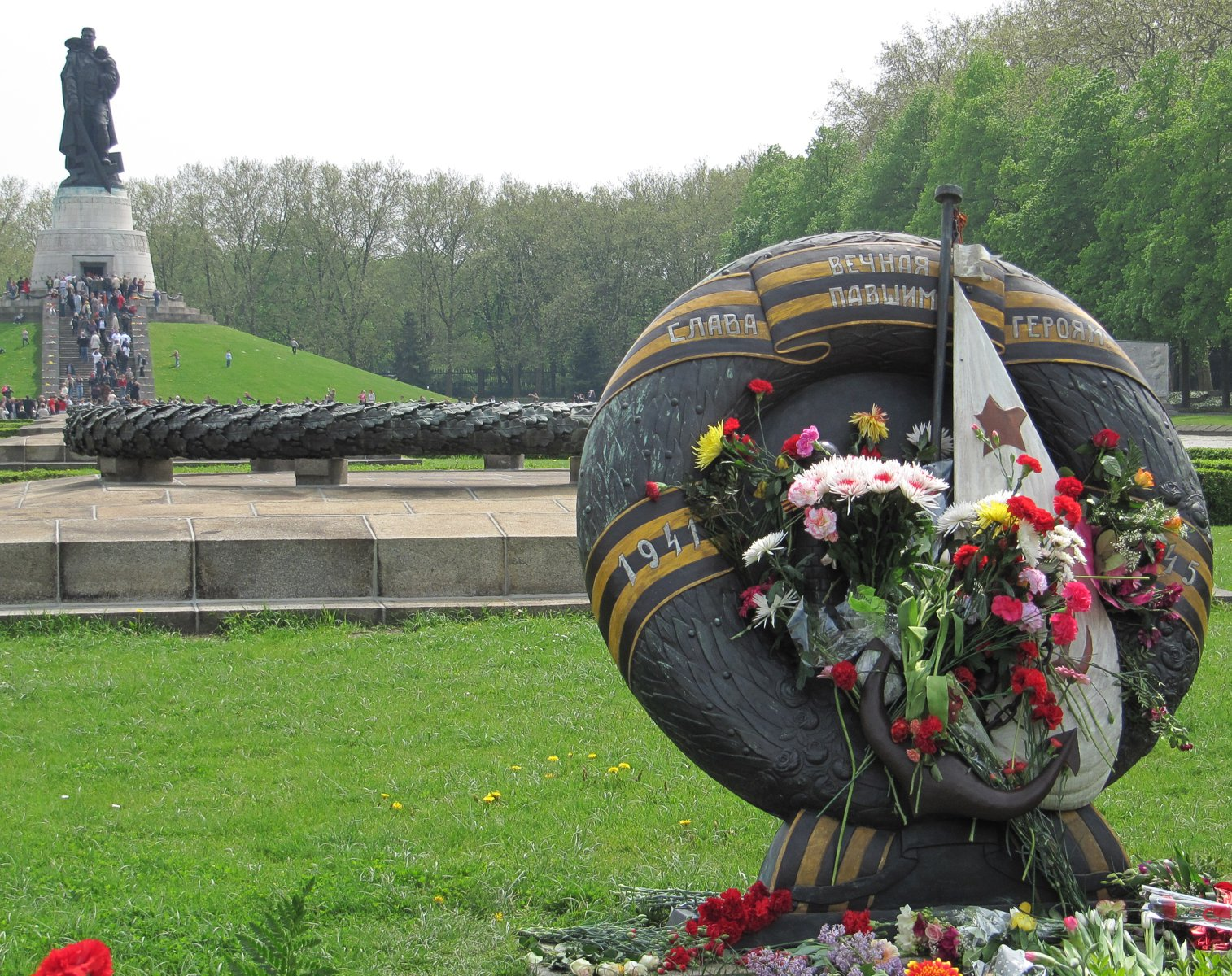
Ehrenkranz zur Feier am Sowjetischen Ehrenmal in Berlin-Treptow

Im Anschluss an die Siegesparade fand ebenfalls auf der Tverskaya die Aktion Unsterbliches Regiment statt, bei der etwa 500.000 Nachfahren von Kriegsveteranen jeweils ein Bild ihres Vorfahren trugen. Dazu gehörte auch Wladimir Putin, dessen Vater Kriegsteilnehmer war. Die Aktion fand darüber hinaus auch in anderen russischen Städten und mehreren Ländern statt. Trotzdem beklagen Kritiker, dass die Erinnerung immer mehr verloren ginge, dafür umso mehr „Kriegskitsch“ konsumiert werden könne.

#### 75. Jahrestag
Das gesamte Jahr 2020 war von Präsident Putin als Jahr des Gedenkens und des Ruhmes ausgerufen worden. Die Militarisierung der Gesellschaft hatte sich zum Dreh- und Angelpunkt einer „Ersatzideologie“ entwickelt, welche auch der Legitimierung Putins diene, so die NZZ. Nach langem Zögern war Mitte April die Parade am 9. Mai wegen der COVID-19-Pandemie abgesagt worden, dies auf die öffentliche Bitte von Veteranenverbänden an die Adresse von Präsident Putin hin. Dass sich der Kreml bei heiklen Entscheiden öffentlich bitten lässt, ist ein in der Russischen Föderation geübtes Vorgehen. Bis zur Absage war die Parade in Putins Ansprachen nie auch nur erwähnt worden.
Es wurde eine Luftparade durch die Russischen Luftstreitkräfte über elf russische Städte – trotz fehlender Truppenaufmärsche am Boden – anberaumt.
Die große Militärparade fand dann am 24. Juni statt, das war einen Tag vor der Abstimmung über die Verfassungsänderung, mit welcher Wladimir Putin bis 2036 im Amt bleiben könnte.

#### 77. Jahrestag
In der Ansprache Präsident Putins war „viel Altbekanntes“ zum Krieg in der Ukraine zu hören: Die „Nato und der Westen“ wären die Schuldigen, weil sie die Zusammengehörigkeit der Ukraine und Russlands nicht anerkennen wollten. Wladimir Putin bezeichnete den Einsatz der russischen Streitkräfte in der Ukraine als Präventivschlag und verglich ihn mit dem Zweiten Weltkrieg, mit den Worten: „Wie 1945 wird der Sieg unser sein“.